# El único y su propiedad
El único y su propiedad (del alemán Der Einzige und sein Eigentum) es un ensayo de Max Stirner (pseudónimo de Johann Caspar Schmidt) publicado a principios del mes de octubre de 1844 por el editor Otto Wigand en Leipzig. El 28 de octubre el libro fue censurado. Poco después se retira la censura, permitiendo de nuevo su venta.[cita requerida]

## Filosofía
En El único y su propiedad, Stirner hace una crítica radicalmente antiautoritaria e individualista de la sociedad prusiana que le era contemporánea. Ofrece una perspectiva de la existencia humana que describe el ego como una entidad particular y creativa más allá del lenguaje y de la objetividad, como una realidad subjetiva fundamentada en sí misma, ante la cual el ego está solo, al contrario de lo que predicaba buena parte de la tradición filosófica occidental. Para Stirner el individuo debe ser ante sí mismo el único ser supremo, liberado del yugo de Dios y de las «ilusiones» del humanismo. Este individuo es el Egoísta, el Único (Einzige) y solo asumiendo sin hipocresías ese egoísmo esencial, el hombre puede llegar a la plenitud de su expresión. 
En suma, el libro proclama que todas las religiones e ideologías se asientan en conceptos vacíos, que superpuestos a los intereses personales de los individuos, revelan su invalidez. Lo mismo es válido para las instituciones sociales que sustentan estos conceptos y que reclamen autoridad sobre el individuo, pretendiendo hacerlo un esclavo y servirse de este para su causa egoísta. Lo mismo es válido tanto para el «Dios» de los cristianos como la «Humanidad» o la «Libertad» de los ideólogos modernos, siempre se trata de un ideal. No son más que creencias, fantasmas, pensamientos abstractos destinados a perpetuar el estado de servidumbre y a estar por encima del individuo.
Stirner distingue marcadamente entre el concepto de «sociedad», asociación forzosa y represiva de seres alienados controlada por el Estado, la legislación, iglesia, el sistema educacional, o cualquier otra institución, y el de «libre asociación» de individuos soberanos con fines mutuamente egoístas (la asociación de egoístas).

## Reacciones
El libro será criticado y respondido contemporáneamente a través de diferentes artículos por los filósofos de la corriente intelectual de los jóvenes hegelianos, principalmente Szeliga (“Der Einzige und sein Eigenthum”. Von Max Stirner. Kritik, 1845), Moses Hess (Die letzten Philosophen, 1845), Ludwig Feuerbach (Über das “Wesen des Christenthums” in Beziehung auf den “Einzigen und sein Eigenthum”, 1845) —a los que Stirner replicará en "Recensenten Stirners», publicado en «Wigand's Vierteljahrsschrift» en 1845—; Bruno Bauer (Charakteristik Ludwig Feuerbachs; cap. Feuerbach und der Einzige, 1845), Karl Marx y Friedrich Engels (Sankt Max, en Die deutsche Ideologie, ms. 1846, publicado en 1932) y Kuno Fischer (Moderne Sophisten, 1847), crítica esta última a la que Stirner responderá en Die Philosophischen Reaktionäre, 1847.
Con posterioridad, la obra fue mayormente ignorada o evitada; así, por ejemplo, Karl Robert Eduard von Hartmann comenta en su obra La religión del porvenir de 1874 (Die Selbstzersetzung des Christentums und die Religion der Zukunft), a propósito del ensayo de Stirner:

Esta obra, más rica en ideas que las obras completas de este célebre filósofo, es, por la locura carnavalesca de sus resultados perfectamente lógicos, la prueba indirecta más brillante de la imposibilidad de fundar la ética sobre la base del individualismo [...]. Se ha fraguado contra este libro la conspiración del silencio hasta en los círculos más liberales, y todos se han cubierto el rostro con afectada indignación; pero el secreto terror que se echa de ver en este modo de obrar, prueba tan sólo que no se ha sabido encontrar el punto vulnerable del incómodo adversario, o que se ha retrocedido ante la necesidad de ceñir las solas armas con las cuales se puede herir al egoísmo en el corazón, el monismo y el pesimismo.

## Ediciones
- 1844, Der Einzige und sein Eigentum. (1.ª edición de Otto Wigand)
- 1882, Der Einzige und sein Eigentum. (2.ª edición de Otto Wigand)
- 1893, Der Einzige und sein Eigentum. (1.ª edición de Reclams Universalbibliothek, 1893-1927)
- 1901, Der Einzige und sein Eigentum. (3.ª edición de Otto Wigand)
- 1911, Der Einzige und sein Eigentum. (Edición de John Henry Mackay)
- 1972, Der Einzige und sein Eigentum. (Reedición de Reclams Universalbibliothek)

## Traducciones
- 1901, El único y su propiedad (Traducción de Pedro Dorado Montero)
- 1904, El único y su propiedad (2ª reedición española de Dorado Montero, editada por Sempere)
- 1905, El único y su propiedad (Traducción de Pedro González Blanco)
- 1937, El único y su propiedad (2ª reedición española de Pedro González Blanco, editada por Miguel Giménez Igualada)
- 1970, El único y su propiedad (Traducción española de Eduardo Subirats)
- 2004, El único y su propiedad (Traducción de José Rafael Hernández Arias)